# Pétur Guðmundsson (atleta)
Pétur Guðmundsson (Selfoss, 9 marzo 1962) è un ex pesista e discobolo islandese.
In carriera ha vinto un bronzo ai campionati europei indoor di Parigi 1994 e ha partecipato a due edizioni dei Giochi olimpici a Seul 1988 e Barcellona 1992.

## Biografia
Dopo aver dominato per 25 anni nel panorama del getto del peso in Islanda, al termine della stagione 2009 decide di ritirarsi dalle competizioni all'età di 47 anni.
In carriera ha vinto 11 titoli nazionali: 10 nel getto del peso e uno nel lancio del disco.
Nel 1994 ha raggiunto il risultato più importante della sua carriera conquistando un bronzo agli europei indoor di Parigi con un lancio a 20,04 metri.

## Palmarès
| Anno | Manifestazione                    | Sede             | Evento           | Risultato | Misura  | Note                          |
| ---- | --------------------------------- | ---------------- | ---------------- | --------- | ------- | ----------------------------- |
| 1985 | Giochi dei piccoli stati d'Europa | San Marino       | Getto del peso   | Oro       | 16,01 m | Record dei Giochi             |
| 1987 | Giochi dei piccoli stati d'Europa | Monte Carlo      | Getto del peso   | Oro       | 18,53 m | Record dei Giochi             |
| 1988 | Olimpiadi                         | Seul             | Getto del peso   | 14º       | 19,21 m |                               |
| 1989 | Mondiali indoor                   | Budapest         | Getto del peso   | 11º       | 18,31 m |                               |
| 1989 | Europei indoor                    | L'Aia            | Getto del peso   | 12º       | 17,17 m |                               |
| 1990 | Europei indoor                    | Glasgow          | Getto del peso   | 14º       | 18,59 m |                               |
| 1990 | Europei                           | Spalato          | Getto del peso   | 11º       | 19,46 m |                               |
| 1991 | Mondiali indoor                   | Siviglia         | Getto del peso   | 4º        | 19,81 m |                               |
| 1991 | Giochi dei piccoli stati d'Europa | Andorra la Vella | Getto del peso   | Oro       | 18,61 m | Record dei Giochi             |
| 1991 | Mondiali                          | Tokyo            | Getto del peso   | 15º       | 18,51 m |                               |
| 1992 | Europei indoor                    | Genova           | Getto del peso   | 5º        | 19,53 m |                               |
| 1992 | Olimpiadi                         | Barcellona       | Getto del peso   | 14º       | 19,15 m |                               |
| 1993 | Giochi dei piccoli stati d'Europa | Valletta         | Getto del peso   | Oro       | 19,60 m | Record dei Giochi             |
| 1993 | Mondiali                          | Stoccarda        | Getto del peso   | 28º       | 18,11 m |                               |
| 1994 | Europei indoor                    | Parigi           | Getto del peso   | Bronzo    | 20,04 m |                               |
| 1994 | Europei                           | Helsinki         | Getto del peso   | 7º        | 19,34 m |                               |
| 1995 | Mondiali indoor                   | Barcellona       | Getto del peso   | 6º        | 19,67 m |                               |
| 1997 | Giochi dei piccoli stati d'Europa | Reykjavík        | Getto del peso   | Oro       | 19,12 m |                               |
| 1997 | Giochi dei piccoli stati d'Europa | Reykjavík        | Lancio del disco | Oro       | 55,34 m | Miglior prestazione personale |

## Campionati nazionali
- 10 volte campione nazionale nel getto del peso (1982, 1988/1994, 1998, 2002)
- 1 volta nel lancio del disco (1998)